# イリナ・クルコヴァ
イリナ・クルコヴァ （Irina Kulikova, 
1991年8月6日 - ）は、ロシアのファッションモデル。身長184センチ。

## 概要
モスクワのレストランで、リヴ・タイラーによってスカウトされ、モデルとなる。デビューは、2007年秋冬のプラダ、ニナ・リッチのショーでオープニングのモデルを務めた。
モデルのララ・ストーン、カシア・ストラス、リサ・カントらと仲がよい。